# آرثر كريستيان
آرثر كريستيان (بالإنجليزية: Arthur Christian)‏ (22 يناير 1877 بملبورن في أستراليا - 8 سبتمبر 1950 في أستراليا) هو لاعب كريكت أسترالي. لعب مع فريق فكتوريا للكريكت.

## وصلات خارجية
- آرثر كريستيان على موقع إي آس بي آن كريك إنفو (الإنجليزية)